# Caularis
Caularis là một chi bướm đêm thuộc họ Noctuidae.

## Các loài
- Caularis jamaicensis Todd, 1966
- Caularis lunata Hampson, 1904
- Caularis undulans Walker, [1858]
- Caularis zikani Schaus, 1933